# Sean Young
Sean Young (født 20. november 1959) er en amerikansk skuespiller, bedst kendt for sine roller i film fra 1980'erne såsom Blade Runner og No Way Out.
Efterfølgende har hun som mange andre skuespillere haft forskellige uheldige episoder i medierne heriblandt:.

## Filmografi
| År   | Film                            | Rolle                   |
| ---- | ------------------------------- | ----------------------- |
| 1980 | Jane Austen in Manhattan        | Ariadne Charlton        |
| 1981 | Røven af 4. division            | MP'er Louise Cooper     |
| 1982 | Blade Runner                    | Rachael                 |
| 1982 | Young Doctors in Love           | Dr. Stephanie Brody     |
| 1984 | Dune                            | Chani                   |
| 1985 | Baby: Secret of the Lost Legend | Susan Matthews-Loomis   |
| 1987 | No Way Out                      | Susan Atwell            |
| 1987 | Wall Street                     | Kate Gekko              |
| 1988 | The Boost                       | Linda Brown             |
| 1989 | Cousins                         | Tish Kozinski           |
| 1990 | Fire Birds                      | Billie Lee Guthrie      |
| 1991 | A Kiss Before Dying             | Dorothy Carlsson        |
| 1992 | Forever                         | Mary Miles Minter       |
| 1992 | Love Crimes                     | Dana Greenway           |
| 1992 | Once Upon a Crime               | Phoebe                  |
| 1992 | Blue Ice                        | Stacy Mansdorf          |
| 1993 | Hold Me, Thrill Me, Kiss Me     | Twinkle                 |
| 1993 | Even Cowgirls Get the Blues     | Marie Barth             |
| 1993 | Fatal Instinct                  | Lola Cain               |
| 1994 | Bolt                            | Patty Deerheart         |
| 1994 | Ace Ventura: Pet Detective      | Lt. Lois Einhorn        |
| 1994 | Witness to the Execution        | Jessica Traynor         |
| 1995 | Dr. Jekyll and Ms. Hyde         | Helen Hyde              |
| 1996 | Evil has a Face                 | Gwen McGerrall          |
| 1996 | The Proprietor                  | Virginia Kelly          |
| 1997 | The Invader                     | Annie Neilsen           |
| 1997 | Men                             | Stella James            |
| 1998 | Out of Control                  | Lena                    |
| 1999 | Motel Blue                      | Lana Hawking            |
| 2000 | Poor White Trash                | Linda Bronco            |
| 2000 | The Amati Girls                 | Christine               |
| 2001 | Sugar & Spice                   | Mrs. Hill               |
| 2001 | Mockingbird Don't Sing          | Dr. Judy Bingham        |
| 2002 | Threat of Exposure              | Dr. Daryl Sheleigh      |
| 2004 | A Killer Within                 | Rebecca 'Becky' Terrill |
| 2004 | Until the Night                 | Cosma                   |
| 2005 | Home for the Holidays           | Martha McCarthy         |
| 2005 | Headspace                       | Mother                  |
| 2005 | Third Man Out                   | Ann Rutka               |
| 2006 | The Drop                        | Ivy                     |
| 2006 | The Garden                      | Miss Grace Chapman      |
| 2006 | Living the Dream                | Brenda                  |
| 2007 | Sea Change                      | Sybil Martin            |
| 2008 | The Man Who Came Back           | Kate                    |
| 2008 | Haunted Echoes                  | Laura                   |
| 2008 | Harvest Moon                    | Meg                     |

## Priser og nominationer
Razzie Awards

- Vandt: Værste skuespillerinde, A Kiss Before Dying (1992)
- Nomineret: Værste skuespillerinde, Dr. Jekyll and Ms. Hyde (1995)